# Mahala (gmina Podgorica)
Mahala (cyr. Махала) – wieś w Czarnogórze, w gminie Podgorica. W 2011 roku liczyła 1354 mieszkańców.